# Micrognathus natans
Micrognathus natans är en fiskart som beskrevs av Dawson 1982. Micrognathus natans ingår i släktet Micrognathus och familjen kantnålsfiskar. Inga underarter finns listade i Catalogue of Life.